# Jane Austin Stauffer
Pour les articles homonymes, voir Austin et Stauffer.
Jane Austin Stauffer, née Jane Austin le 30 juillet 1927 à Narberth et morte le 22 août 2016 à Atlanta, est une joueuse de tennis et de squash représentant les États-Unis. Elle est championne des États-Unis de squash en 1951. Elle est intronisée au temple de la renommée du squash des États-Unis en 2016 quelques mois après sa disparition.

## Biographie
Jane Austin Stauffer commence à jouer au squash à l'adolescence au Cynwyd Club de Philadelphie sous l'œil du réputé Norm Bramall. Mais le tennis a été sa première passion : elle fait partie de la promotion de 1949 à l'université de Pennsylvanie pour devenir professeur d'éducation physique, elle est capitaine de l'équipe universitaire Quaker au cours des deux dernières années, ses équipes sont restées invaincues ces années-là et elle remporte le titre individuel Intercollegiate Middle States trois fois. Pas de squash car  l'université de Pennsylvanie n'avait pas de courts ou d'équipe.
Elle participe en simple aux éditions 1947, 1948 et 1949 de l'US Open de tennis.
Après l'obtention de son diplôme, elle épouse Nate Stauffer et commence à jouer au Merion Cricket Club (en). Elle remporte le championnat des États-Unis de squash en 1951, battant Betty Constable 15-12 dans la cinquième après avoir perdu contre cette même joueuse en finale l'année précédente.
Mais sa carrière en double est remarquable, surtout pour son ampleur sans précédent. Jane Austin Stauffer remporte le double national en 1950 (avec Hope Knowles) et cinq autres fois (avec Frances Bottger, Barbara Maltby, Carol Thesieres et Ann Wetzel). Son dernier titre remonte à 1978. Elle a également remporté le double mixte six fois (avec Dan Pearson et Tom Poor) et trois titres chez les femmes de 40 ans et plus (avec Jeanne Classen).
Elle établit ainsi le record de longévité pour gagner des championnats nationaux. Elle remporte son premier titre national en double en 1950 et son dernier en 1978, un écart de vingt-huit ans. Personne n'a fait mieux dans l'histoire du squash américain, que ce soit en simple ou en double.

## Palmarès

### Titres
- Championnats des États-Unis : 1951

### Finales
- Championnats des États-Unis : 1950